# South Airlines (Armenië)
South Airlines was een Armeense luchtvaartmaatschappij met haar thuisbasis in Jerevan. Zij voerde vrachtcharters uit vanuit Sharjah in de Verenigde Arabische Emiraten.

## Geschiedenis
South Airlines is opgericht in 2001 en opgeheven op 30 oktober 2016

## Vloot
De vloot van South Airlines bestaat uit:(juli 2016)
- 2 Boeing 747-200